# Sphaerostephanos telefominicus
Sphaerostephanos telefominicus är en kärrbräkenväxtart som beskrevs av Holtt. Sphaerostephanos telefominicus ingår i släktet Sphaerostephanos och familjen Thelypteridaceae. Inga underarter finns listade.